# Marianne Abelsson
Marianne Abelsson, född 1946, är en svensk textilformgivare och möbeldesigner.
Abelsson har gjort textilmönster för Almedahls fabriker, Borås Wäfveri, Ljungbergs Textiltryck med flera. Hon har även designat lampetter och ljusstakar i emalj och betong och formgivit lampor för Markslöjd. 1999 utförde hon plisserade lampskärmar och kollektionen Pleece i plisserad fleece för Design House Stockholm. Abelsson har arbetat som lärare vid textilhögskolan i Borås.